# متحف توكات
متحف توكات هو متحف في توكات، تركيا. يضم اكتشافات تاريخية من المنطقة بما في ذلك المنحوتات والقطع النقدية. العديد من العناصر تنشأ في عهد السلاجقة الأناضولية.

## التاريخ
كان هناك متحف سابق يقع في الأصل في جوكمدريسي، وهو مبنى تاريخي في توكات. في 18 سبتمبر 2012، تم نقل المتحف إلى بديستان (السوق المغطاة) المسمى أرستالي والذي تم بناؤه على الأرجح في عهد السلطان العثماني محمد الأول (r.1413-1421). يقع بديستان في شارع سولوسوكاك في حي كامي الكبير.

## معارض المتحف
يحتوي قسم الآثار في المتحف على ألواح طينية من نوع هتيتن من معيش هووك، سيف من العصر الهلنستي، ومنحوتات برونزية من العصر الروماني. وتشمل المجموعة عملات معدنية من مختلف الحضارات، وخاصة من عهد السلاجقة في الأناضول. في الجزء الإثنوغرافي، أهم ما في الموضوع هو القرآن الكريم المكتوب بخط اليد عام 1191، من عصر السلاجقة في الأناضول. هناك أيضا أمثلة على السيراميك. غرفتان من المتحف تعرضان أعمال صناعة الأوشحة والنحاسية المرسومة باليد، وهما من أشهر الحرفين في توكات خلال الإمبراطورية العثمانية.

## معرض الصور

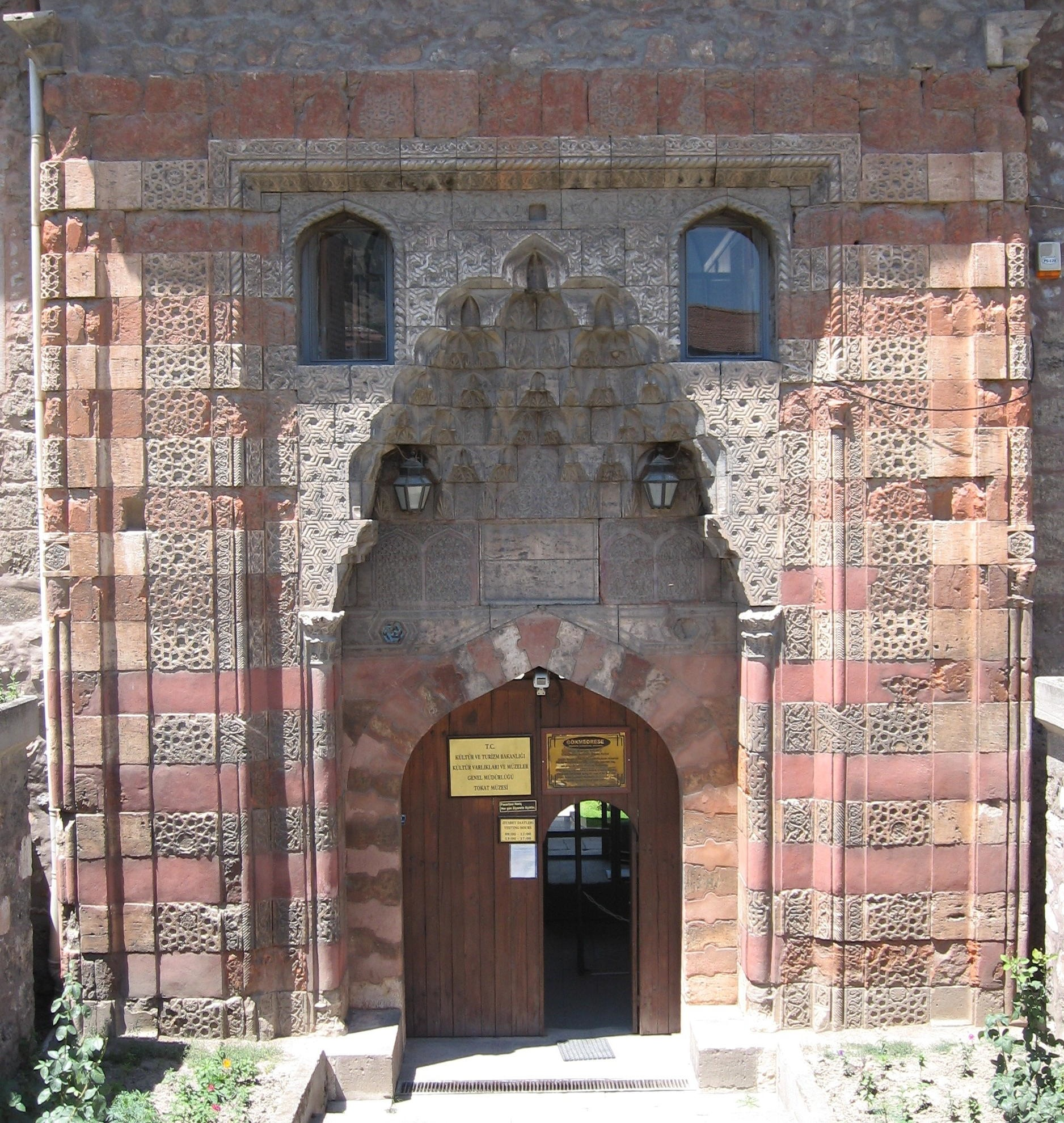
جوك مدريسي
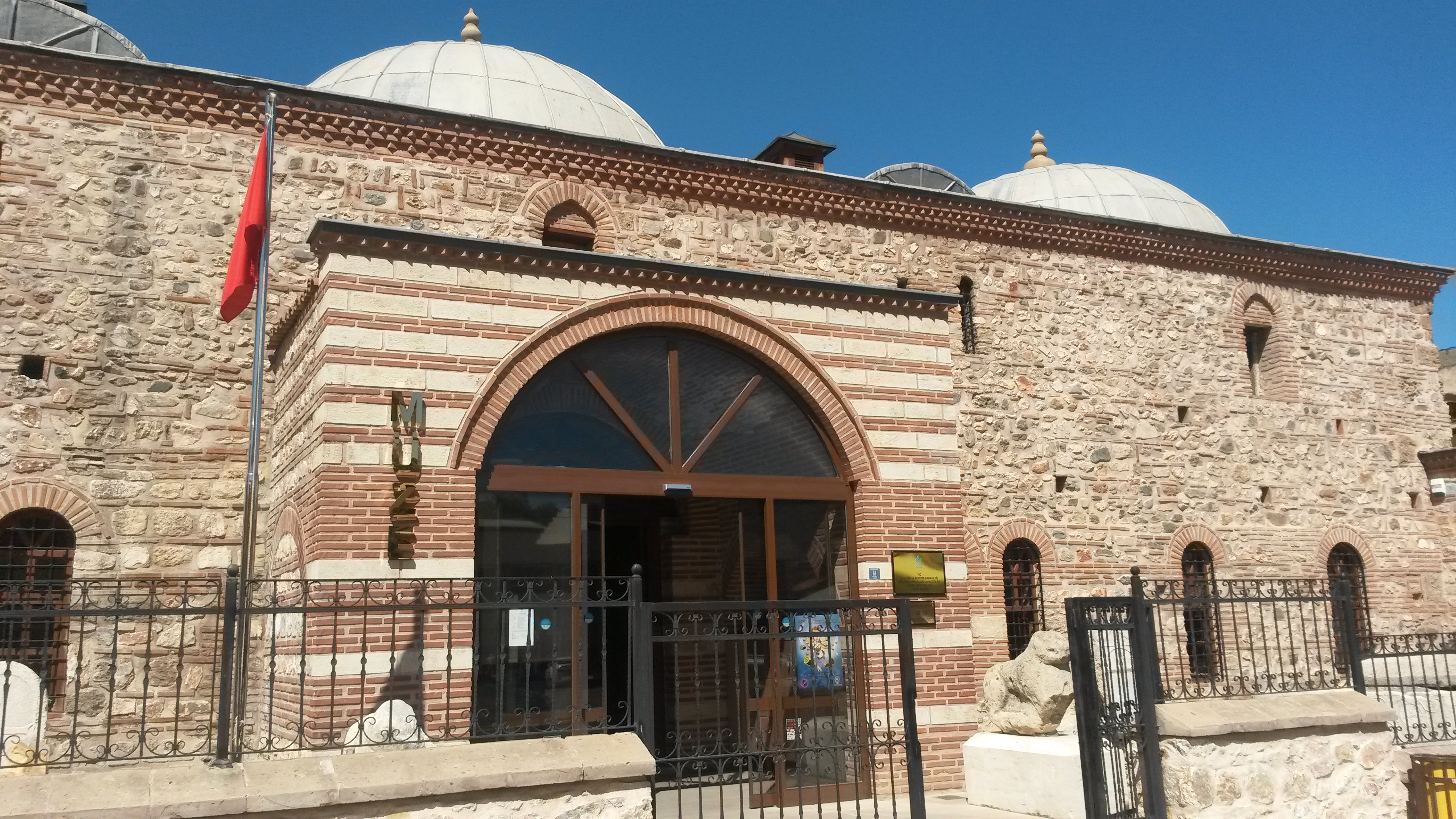
المظهر الخارجي للمبنى المتحف توكات
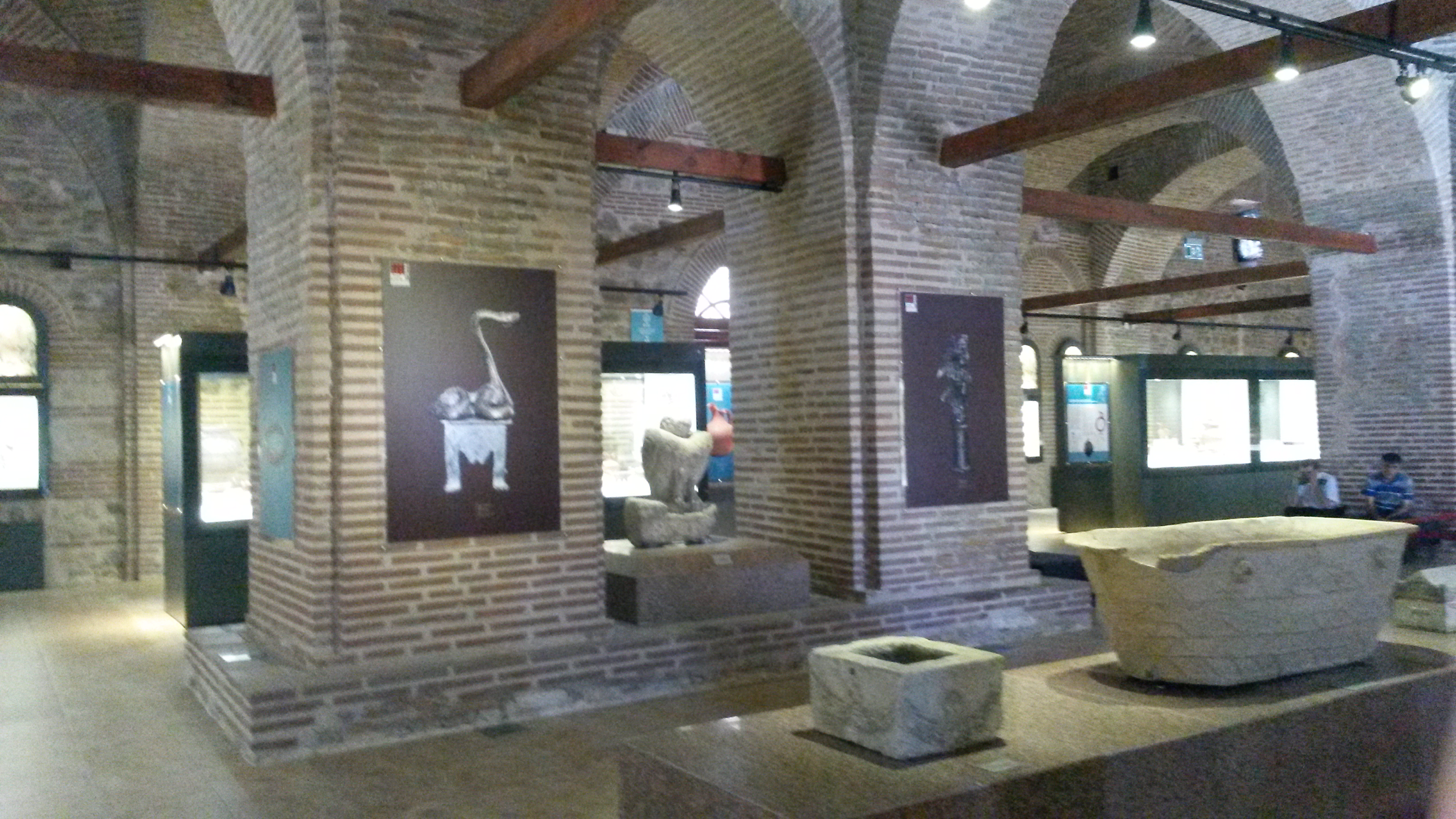
منظر داخلي لمتحف توكات
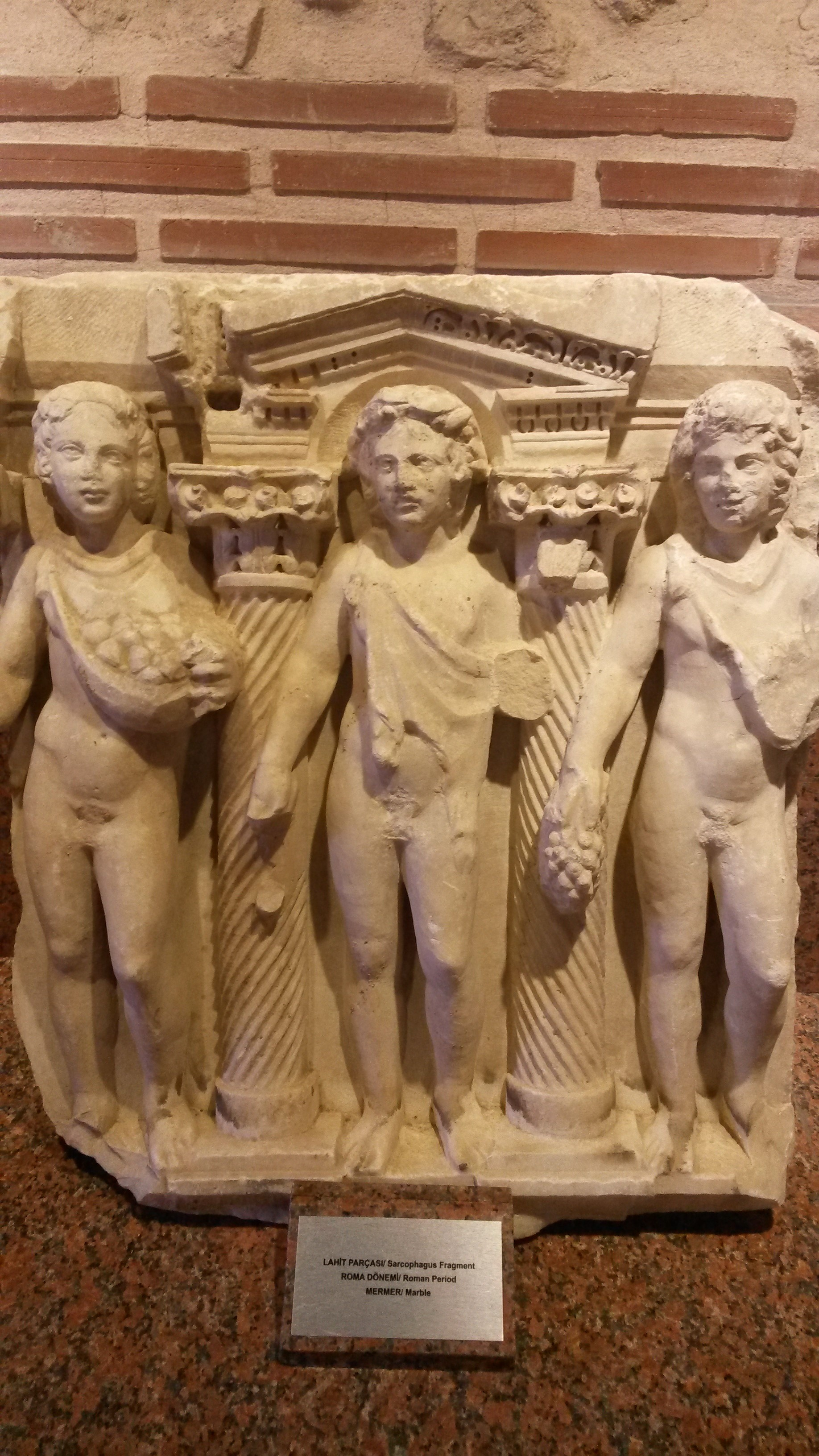
التابوت الروماني
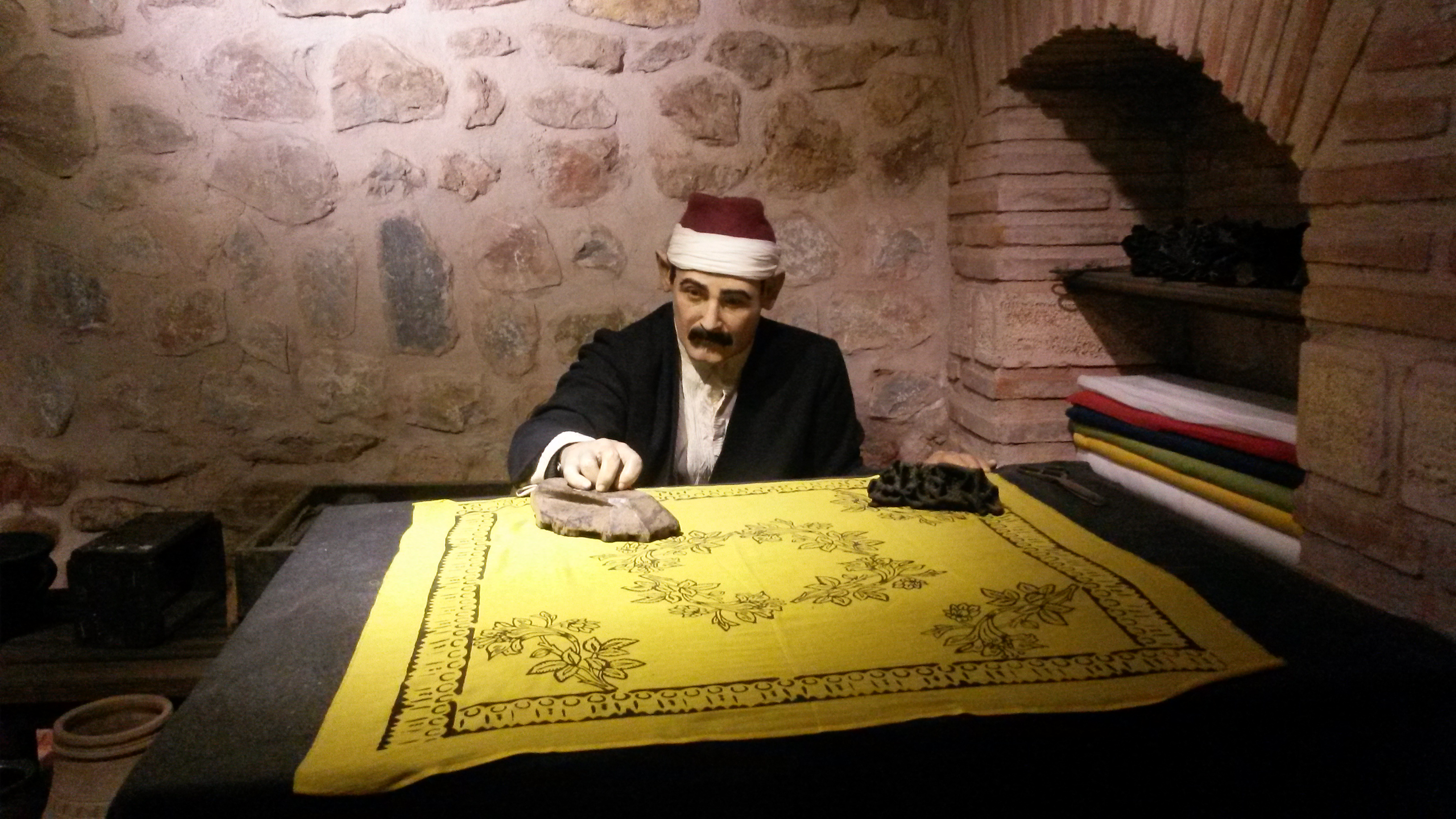
طبع الكتابة اليد تقنية الطباعة